# Fern Ridge Reservoir
Fern Ridge Reservoir oder Fern Ridge Lake ist ein Stausee am Long Tom River im US-Bundesstaat Oregon. Der Stausee liegt etwa 19 km westlich von Eugene an der Oregon Route 126. Der Stausee ist ein Hochwasserschutzprojekt des US Army Corps of Engineers mit einer Fläche von mehr als 49 km² und ist ein beliebter Ort zum Bootfahren, Angeln und zur Vogelbeobachtung.

## Fern Ridge Dam
Der Fern Ridge Dam wurde 1942 fertiggestellt und ist derzeit einer von 13 Mehrzweckdämmen, die vom Corps of Engineers im Willamette Valley betrieben werden. Der Damm sorgt für Hochwasserschutz, Bewässerung und eine verbesserte Wasserqualität flussabwärts. Zu Erholungszwecken wird der Wasserstand von Mai bis September hoch gehalten.
Den ganzen Sommer über wird der Wasserstand um bis zu 0,91 m abgesenkt, um den Bewässerungsbedarf flussabwärts zu decken. Nach September wird er weiter abgesenkt, um die erforderliche Wasserspeicherkapazität bereitzustellen und mögliche Überschwemmungsschäden flussabwärts während der Regenzeit im Willamette Valley zu verhindern. Die umfangreiche Reparaturmaßnahme des US Army Corps of Engineers am Fern Ridge Dam am Long Tom River in der Nähe von Eugene begann im Juni 2005 und wurde Ende Oktober 2005 abgeschlossen. Das interne Entwässerungssystem wurde repariert und der Damm wurde wieder aufgebaut.

## Tourismus
Am Fern Ridge Lake gibt es mehrere Parks und Yachtclubs, sowohl private als auch vom County verwaltete. Im Sommer entwickeln sich nachmittags starke, meist nördliche Winde, die meist bis zur Abenddämmerung anhalten. Da diese Winde recht zuverlässig sind, ist Fern Ridge zu einem beliebten Segelziel für die umliegende Bevölkerung geworden. Der Eugene Yacht Club veranstaltet mehrere jährliche Regatten sowie Klassenmeisterschaften.